# Themira lutulenta
Themira lutulenta är en tvåvingeart som beskrevs av Ozerov 1986. Themira lutulenta ingår i släktet Themira och familjen svängflugor. Inga underarter finns listade i Catalogue of Life.